# طوب

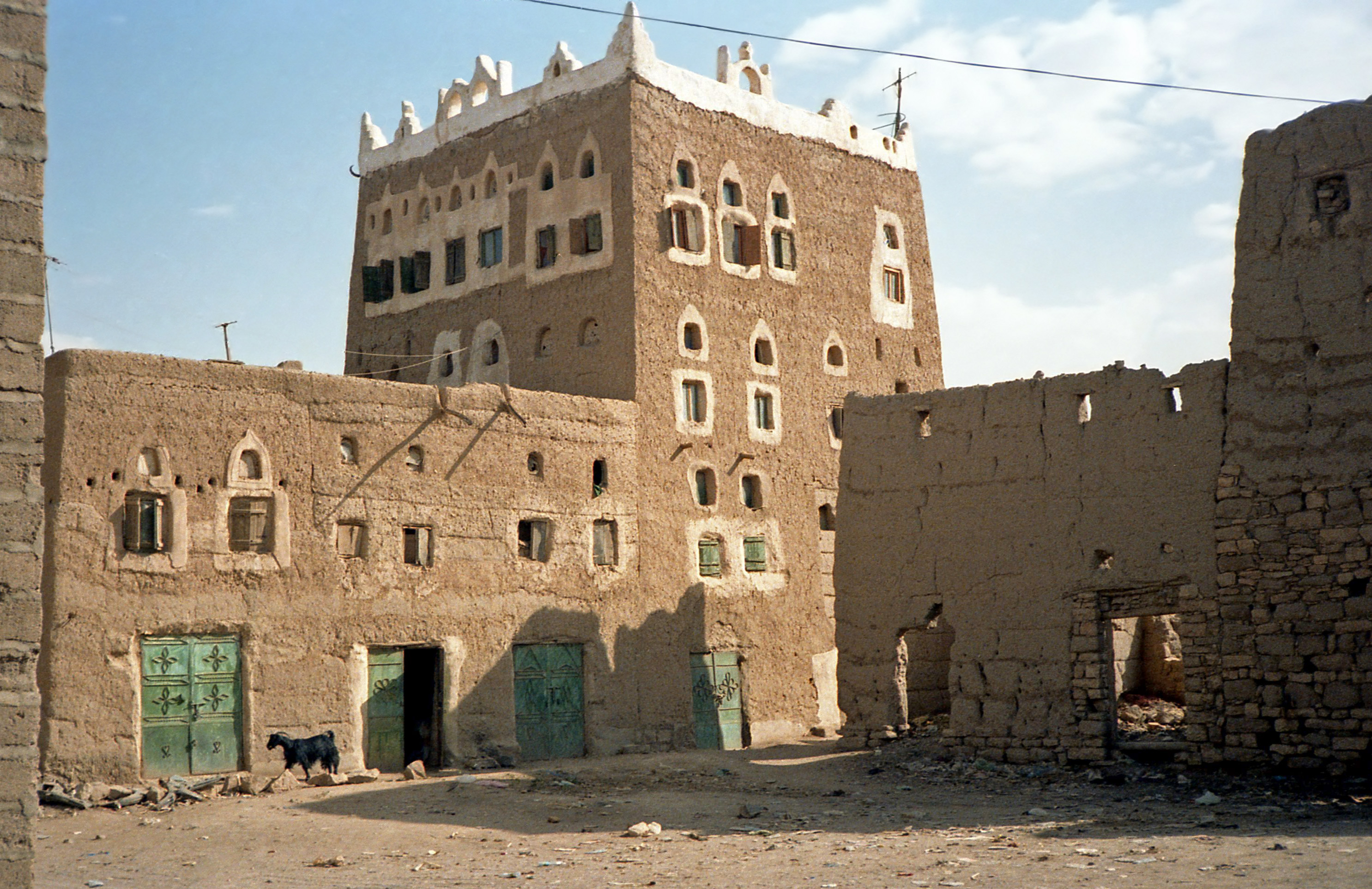
منزل في اليمن مبني من الطوب

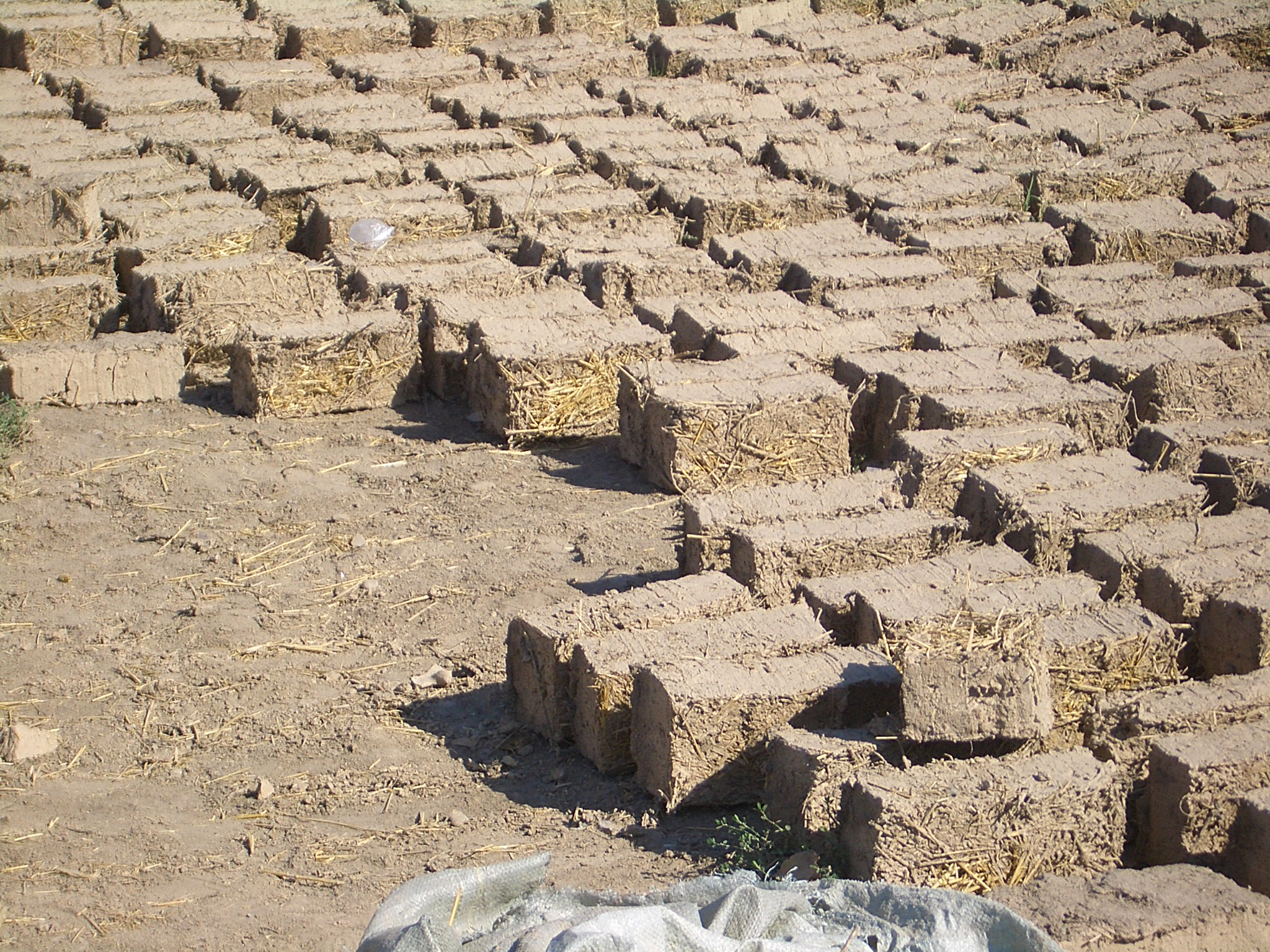
تجفيف الطوب

الطوب أو القرميد مادة بناء طبيعية تستعمل في التشييد، عادة شكلها متوازي السطوح وتصنع من الصلصال والرمل والماء مع إضافة نسبة قليلة من التبن (القش المكسر والناعم) لجبلة الطين قبل تقطيع الطوب لتجفيفه تحت أشعة الشمس. تصلح جميع أنواع الطوب بوجه عام للغرض الأول وإن كان لا يفضل الأنواع الثقيلة حتى لا تكون أحمال إضافية على المنشأ اما الغرض الثاني الحوائط الحاملة يتطلب أن تكون للطوبة مقاومة انضغاط عالية ولا تتأثر بسهولة بالعوامل الجوية
وكلمة طوب ترجع إلى اللغة المصرية القديمة دوب ثم عربت ونطقت طوب وكان يصنع في مصر القديمة من طمي النيل وظلت بيوت المصريين تبنى بالطوب اللبن لخمسة آلاف سنة وفي في الخمسين سنة الأخيرة تحولت مادة البناء للطوب الأحمر والحجر وغيرها ويعلل عدم بناء منزل المصري القديم بالطوب الأحمر لاعتقادهم بأن دار الخلود ليست في الحياة الدنيا واكتفوا ببناء بيت الفرعون أوما يعرف بالبيت الكبير بالحجر والطوب الأحمر اعتقادا منهم بأن ساكنه الإله أوابن الإله الفرعون حسب العقيدة المصرية القديمة وكذلك بنى المصري القديم القبر والمعبد بالطوب الأحمر والحجر ولقد عرفوا عمليات حرق الطوب. وكان يستخدم في الأمريكتين لبناء المعابد والأهرامات ولا يزال يستعمل في اليمن والعراق.

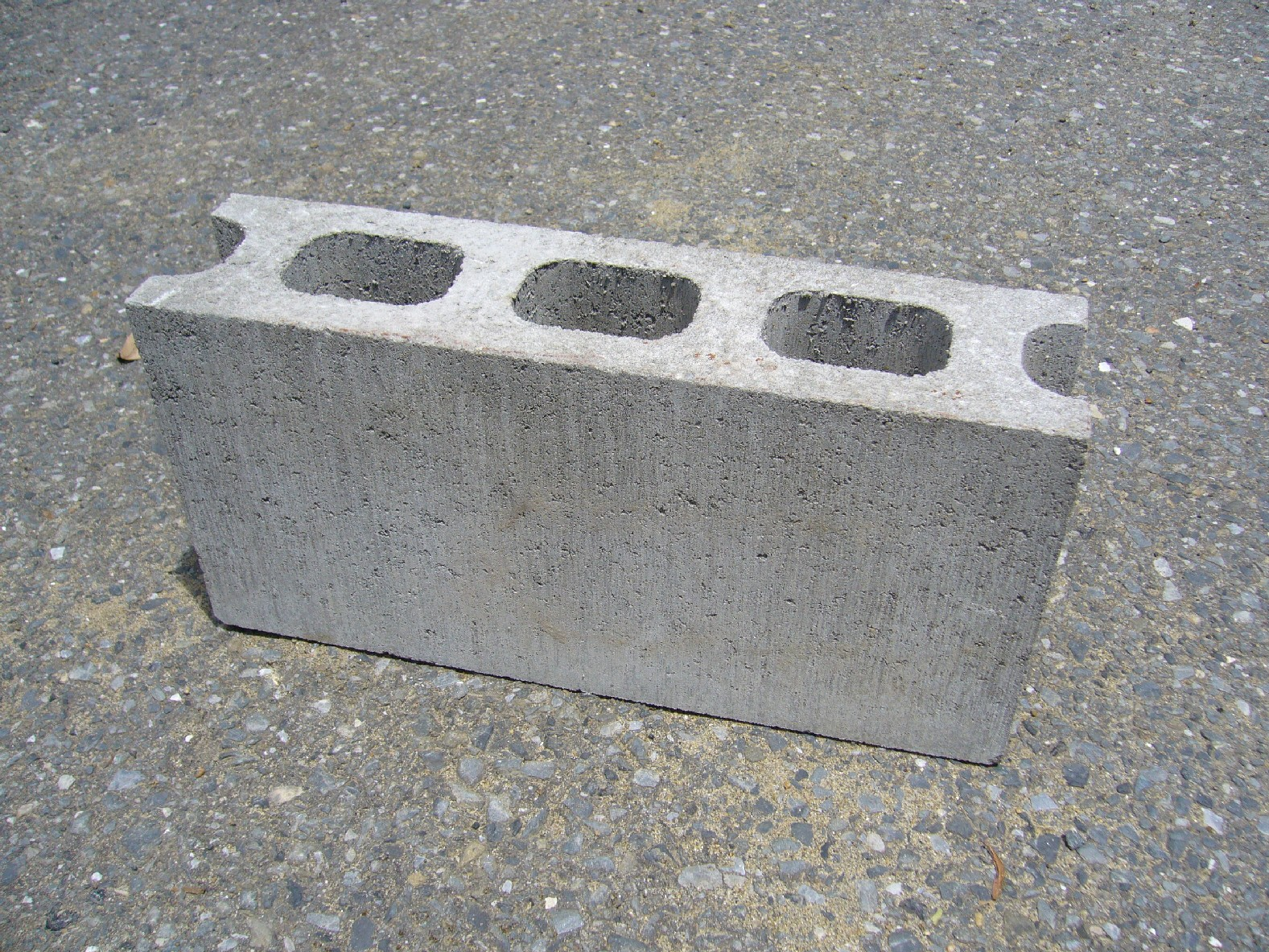
لبنة من الصلب باليابان

## أنواع الطوب

### الطوب الأحمر

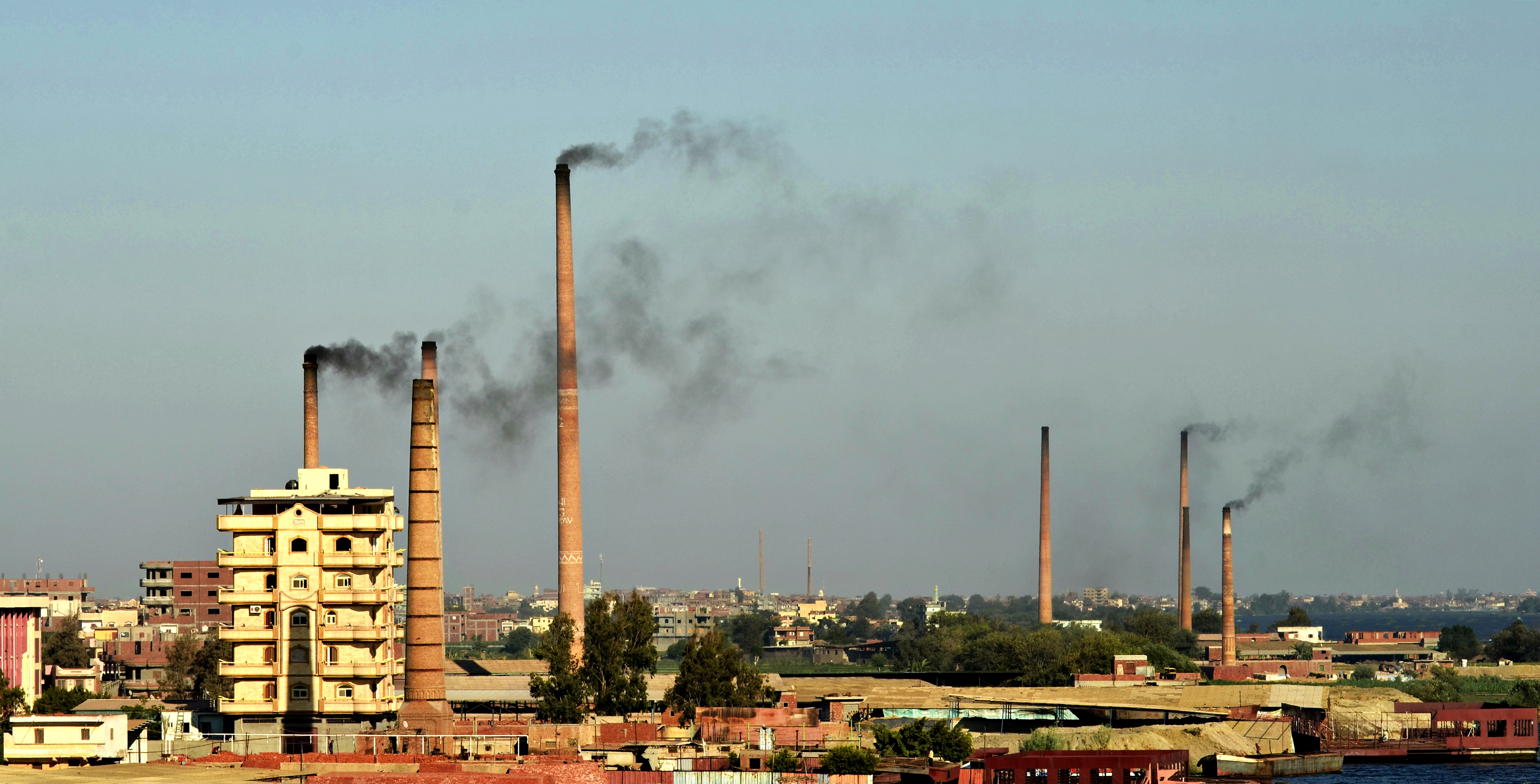
مصنع الطوب الأحمر بدسوق

وهو ناتج من حرق الطين الزراعي لذلك توقف إنتاجه وجرم بواسطة القانون

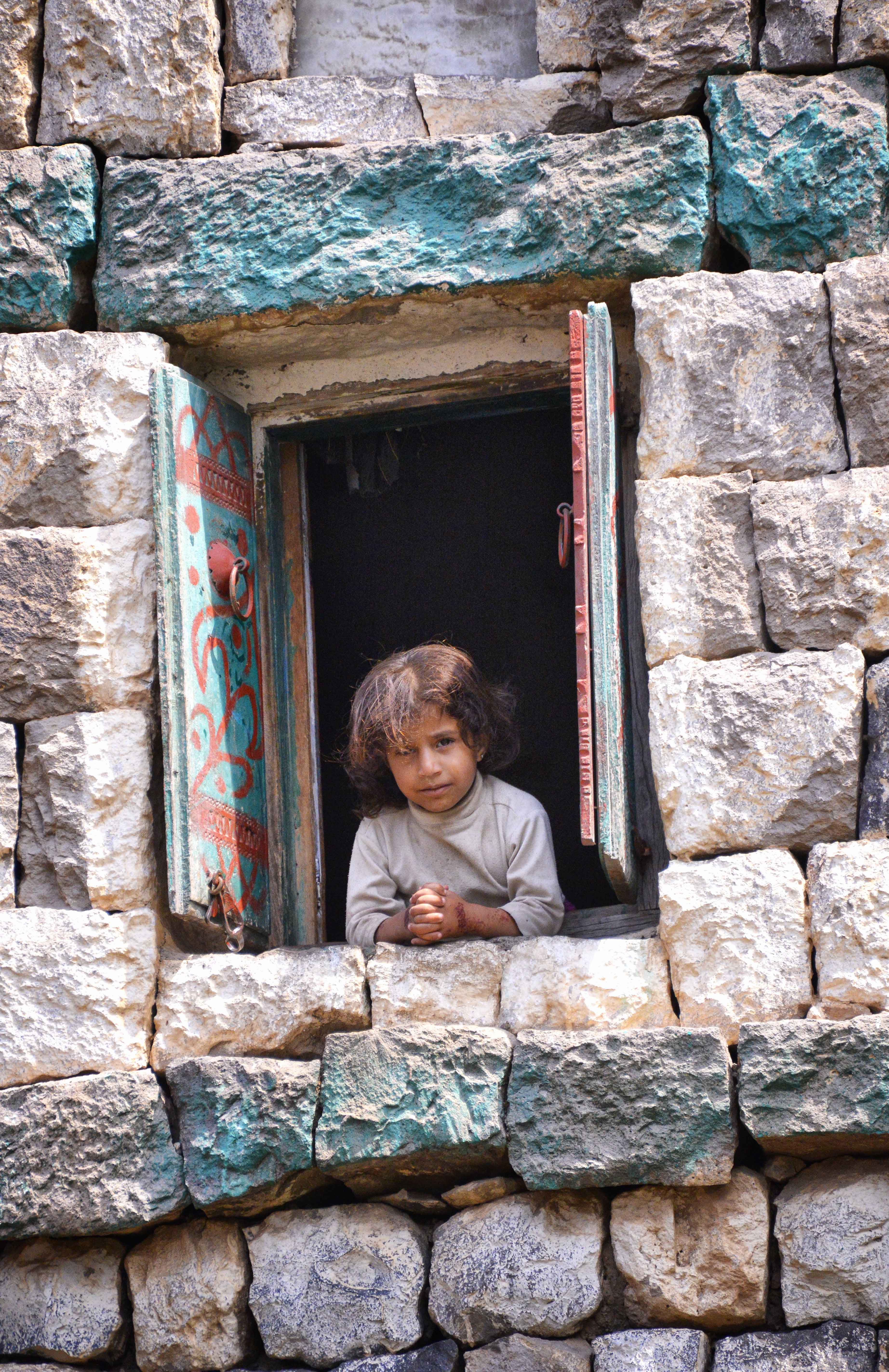
لبنات صخرية في اليمن

### الطوب الرملي
وهو مناسب لجميع الأغراض وله عدة ألوان لكن يعيبه ثقله النسبي.

### الطوب الخرساني
أيضاً مناسب لكل الأغراض ولكن يعيبه الثقل لذلك يصنع مجوف لتقليل الوزن كما أنه منفذ لذلك لا يستخدم في مناطق الحمامات أو المناطق التي بها مياه.

#### الطوب المصمت
وهو طوب لا يحتوى على فراغات داخلية سوى فتحتان دائريتان بقطر 10 cm لكل منهما، وكان يستخدم قديماً في بناء الجدران الحاملة حيث لا تقل مقاومته للكسر عن 70 kg/cm³, ولكن قل استخدامه حتى أصبح نادراً للأسباب التالية: ثقل وزنه وتكلفته العالية وعزله للرطوبة (حجز الرطوبة الداخلية لفترة طويلة) صعوبة تنفيذ التمديدات الصحية والكهربائية عبره. والمقاسات التي وجدت منه: 40 × 20 × 20 سم و 40 × 20 × 15 سم.

#### الطوب المفرغ
وهو الطوب الذي يحتوي على فراغات أو ثقوب مشكلة صناعياً. وينقسم إلى نوعين:

##### الطوب المفرغ الخفيف
يكون وزنه خفيف جداً بالنسبة لدمكه وخلطه، ويعزو هذا لنوع الركام المستخدم إذ يحتوى على نسبة فراغات عالية، ويستخدم هذا النوع من الطوب في حالات خاصة نظراً لارتفاع ثمنه، ومن حالات استخدامه: رسوب بعض المواد المكونة للمنشأ في أحد الفحوصات وإضافة أحمال دون أخذها بعين الاعتبار في التصميم ووجود مسافات عالية في السقف.

##### الطوب المفرغ العادي
وينقسم الطوب المفرغ العادي إلى عدة أنواع حسب أبعاده والموضحة في الجدول التالي (40 40 40 40 40 40 L 20 20 20 20 20 20 W / 4 7 12 10 15 20 / T).
ويسمى الطوب حسب البعد T وبالتالي أسعاره واستخداماته:
- طوب 20 (يستخدم لبناء الجدار الخارجي أو لنواحي معمارية).
- طوب 15 (يستخدم لبناء الجدران الخارجية والداخلية).
- طوب 12 (يستخدم في التقطيع الداخلي).
- طوب 10 (يستخدم في التقطيع الداخلي).
- طوب 4 (ويستخدم في حالة الشبابيك المنزلقة).

###### طوب السقف (الريبس)

جدار من الطوب الأحمر

وهو أحد أنواع الطوب المفرغ العادي وتصنع أبعاده وفقاً لاستخداماته حيث يستخدم: الطوب الذي أبعاده 24X25X40 في حالة المنشآت التي تكون المسافة بين أعمدتها كبيرة نسبياً وبالتالي سماكة أسقفها تزداد مثل المساجد والصالات والطوب الذي أبعادها 20X25X40 في حالة الأسقف ذو ال 30 cm سماكة والطوب الذي أبعاده 14X25X40 و 17X25X40 في حالة الأسقف ذو ال 25 cm سماكة وهو الشائع في المنشآت السكنية البسيطة.

#### طوب الحولسترا Grill Block
وهو طوب مفرغ ذات أشكال هندسية متنوعة ويستعمل لأعمال الديكور. ويمر بالفحص فيزيائي ويكمن في الخلو من الطين والفحم توحد اللون تجانس الملمس ويفضل أن يكون خشن كي يسهل الالتصاق بطبقة القصارة، أما في حالة الحجر الذي لن يأتي فوقه طبقة قصارة يفضل أن يكون الملمس الخارجي ناعم. انتظام الأبعاد كما هو مطلوب في المواصفة والتأكد من توازي أوجهه المستوية، والتأكد من تعامد الأوجه الداخلية له مع جوانب الضغط والخلو من الشقوق والكسور وعيوب الشكل أو أي عيوب تؤثر على قوة الطوب. ويكمن الفحص المخبري في قوة التحمل (مقاومة الكسر) ويجب ألا تقل قوة التحمل عن 35 Kg/cm² والوزن الفراغي (فحص الامتصاص) بحيث يجب أن لا يزيد وزن الطوبة عن الوزن الافتراضي.

### طوب الطفلة
يتميز بلونة الأحمر ويصنع به ثقوب لتقليل وزنة.
- هناك أنواع أخرى من الطوب ولكن غير منتشرة مثل الطوب الورقي والطوب الخشبي وذلك لقابليتها للتحلل.

كما أن هناك أنواع من الطوب تكون مسلحة وتستخدم في نظم الحوائط الحاملة.
- الطوب الأزرق: وهو يصنع من الطفلة الزرقاء وهو مقاوم للعوامل الكيميائية لذلك يستخدم في تبطين أنفاق الصرف الصحي ولكنه غالي للغاية وأثقل أنواع الطوب على الإطلاق.